# AEW Double or Nothing
AEW Double or Nothing is een jaarlijks professioneel worstel-pay-per-view (PPV) evenement dat georganiseerd wordt door de Amerikaanse worstelorganisatie All Elite Wrestling (AEW). Het evenement werd gelanceerd in 2019 en wordt gehouden rondom Memorial Day. Het eerste evenement was gelijk ook de eerste PPV van de organisatie. Double or Nothing wordt beschouwd als een van AEW's "Big Four" pay-per-view, samen met All Out, Full Gear en Revolution.

## Geschiedenis
Het inaugurele evenement vond plaats op 25 mei 2019 in het MGM Grand Garden Arena. Het evenement was meteen de eerste pay-per-view geproduceerd door AEW. AEW President en CEO Tony Khan beschouwd Double or Nothing als een van AEW's "Big Four" pay-per-views, samen met All Out, Full Gear en Revolution.

## Evenementen
| Evenement              | Datum       | Stad                  | Locatie                       | Main Event |
| ---------------------- | ----------- | --------------------- | ----------------------------- | --- |
| Double or Nothing 2019 | 25 mei 2019 | Paradise, Nevada      | MGM Grand Garden Arena        | Chris Jericho vs. Kenny Omega |
| Double or Nothing 2020 | 23 mei 2020 | Jacksonville, Florida | Daily's Place TIAA Bank Field | Matt Hardy & The Elite (Adam Page, Kenny Omega, Matt Jackson & Nick Jackson) vs. The Inner Circle (Chris Jericho, Jake Hager, Sammy Guevara, Santana & Ortiz) in een Stadium Stampede match |
| Double or Nothing 2021 | 30 mei 2021 | Jacksonville, Florida | Daily's Place                 | N.T.B. |